# Ceaban, Ovruci
Ceaban (în ucraineană Чабан) este un sat în comuna Novi Velidnîkî din raionul Ovruci, regiunea Jîtomîr, Ucraina.

## Demografie
Componența lingvistică a localității Ceaban
     Ucraineană (100%)
Conform recensământului din 2001, toată populația localității Ceaban era vorbitoare de ucraineană (100%).